# Muntanyes Saint Elias
Les muntanyes Saint Elias  són un subgrup de la serralada de la Costa del Pacífic que es troben al sud-est d'Alaska, als Estats Units, el sud-oest del Yukon i la part més al nord-oest de la Colúmbia Britànica, al Canadà. Part de la serralada es troba inclosa dins el Parc nacional i reserva Wrangell-St. Elias, als Estats Units, i el Reserva i Parc Nacional de Kluane, al Canadà. El Parc Nacional Glacier Bay, a Alaska, en forma part.

## Geologia
Tot i que la major part de la serralada no és volcànica, les parts situades a l'extrem més occidental, prop de les muntanyes Wrangell tenen un origen volcànic. Aquesta regió inclou dos grans estratovolcans, el Mont Churchill i el Mont Bona, sent aquest darrer el volcà més alt dels Estats Units. A l'oest de les muntanyes Saint Elias es troba l'activa falla Fairweather, que és l'extrem nord de la falla de la Reina Charlotte. Les muntanyes de Saint Elias són el resultat del moviment de la placa tectònica d'Amèrica del Nord durant 10 milions d'anys, empenyent els materials fins a anul·lar la placa del Pacífic.

## Muntanyes més altes
Les muntanyes més altes de la serralada són:
| Muntanya         | Alçada      | Alçada  | Situació     | Notes                                            |
| Muntanya         | metres      | peus    | Situació     | Notes                                            |
| ---------------- | ----------- | ------- | ------------ | ------------------------------------------------ |
| Mont Logan       | 5.959       | 19.850  | Yukon        | Cim més alt del Canadà                           |
| Mont Saint Elias | 5.489       | 18.008  | Alaska-Yukon | Segon cim més alt del Canadà i dels Estats Units |
| Mont Lucania     | 5.226       | 17.147  | Yukon        | #3r. al Canadà                                   |
| King Peak        | 5.173       | 16.971  | Yukon        | #4t. al Canadà                                   |
| Mont Steele      | 5.073       | 16.644  | Yukon        | #5è. al Canadà                                   |
| Mont Bona        | 5.005       | 16.421  | Alaska       | #5è. als Estats Units                            |
| Mont Wood        | 4.842       | 15.885  | Yukon        |                                                  |
| Mont Vancouver   | 4.812       | 15.787  | Yukon        |                                                  |
| Mont Churchill   | 4.766       | 15.638  | Alaska       |                                                  |
| Mont Slaggard    | 4.742       | 15.557  | Yukon        |                                                  |
| Mont Macaulay    | 4.690       | 15.387  | Yukon        |                                                  |
| Mont Fairweather | 4.671       | 15.325  | BC-Alaska    | #1 a la Colúmbia Britànica                       |
| Mont Hubbard     | 4.577       | 15.015  | Yukon        |                                                  |
| Mont Bear        | 4.520       | 14.831  | Alaska       |                                                  |
| Mont Walsh       | 4.507       | 14.787  | Yukon        |                                                  |
| Mont Alverstone  | 4.439       | 14.565  | Alaska-Yukon |                                                  |
| University Peak  | 4.410       | 14.470  | Alaska       |                                                  |
| McArthur Peak    | 4.389       | 14.400  | Yukon        |                                                  |
| Mont Augusta     | 4.289       | 14.070  | Alaska-Yukon |                                                  |
| Mont Kennedy     | 4.250-4.300 | ~14.000 | Yukon        |                                                  |
| Mont Cook        | 4.196       | 13.766  | Alaska-Yukon |                                                  |